# Continent

Hartă a continentelor.

Continentul este o vastă întindere de uscat înconjurată total sau aproape total de ocean sau de mări, cuprinzând și unele insule sau arhipelaguri vecine. Continentele totalizează circa 27% din suprafața totală a Pământului.
Continentele sunt, în general, identificate prin convenție și nu pe baza unor criterii stricte. Un continent poate fi o singură masă de uscat sau o parte a unei mase de uscat foarte mari, ca în cazul Asiei sau Europei. Din această cauză, numărul continentelor variază, de la patru până la șapte regiuni geografice sunt în mod obișnuit considerate continente. Majoritatea țărilor vorbitoare de engleză recunosc șapte regiuni ca fiind continente. În ordinea descrescătoare a suprafeței, aceste șapte regiuni sunt Asia, Africa, America de Nord, America de Sud, Antarctica, Europa și Australia. Diferite variante, cu mai puține continente, unesc unele dintre aceste regiuni, de exemplu considerarea Asiei și Europei ca un singur continent, Eurasia, unirea Americii de Nord și Americii de Sud în Americi, precum și unirea Africii, Asiei și Europei în Afro-Eurasia.
Insulele oceanice sunt ocazional grupate împreună cu un continent apropiat pentru a împărți toate teritoriile uscate ale lumii în regiuni geografice. Conform acestei scheme, majoritatea țărilor și teritoriilor insulare din Oceanul Pacific sunt grupate împreună cu continentul Australia pentru a forma regiunea geografică Oceania.
În geologie, un continent este definit ca „una dintre principalele mase de uscat ale Pământului, incluzând atât uscatul, cât și platformele continentale”. Continentele geologice corespund la șapte zone mari de crustă continentală care se găsesc pe plăcile tectonice, dar exclud fragmente mici de crustă continentală precum Madagascar, care sunt în general denumite microcontinente⁠(d). Crusta continentală⁠(d) este cunoscută a exista doar pe Pământ.
Ideea derivei continentale⁠(d) a câștigat recunoaștere în secolul al XX-lea. Aceasta postulează că actualele continente s-au format prin ruperea unui supercontinent (Pangeea) care s-a format cu sute de milioane de ani în urmă.

## Etimologie
Începând din secolul al XVI-lea, substantivul englezesc continent a fost derivat din termenul continent land, însemnând pământ continuu sau conectat și tradus din latinescul terra continens. Substantivul era folosit pentru a însemna „o întindere de pământ conectată sau continuă” sau continent. Nu era aplicat doar unor suprafețe foarte mari de uscat — în secolul al XVII-lea, se făceau referiri la continentele (sau uscaturile principale) ale Insulei Man, Irlandei și Țării Galilor, iar în 1745 la Sumatra. Cuvântul continent a fost folosit în traducerea scrierilor grecești și latinești despre cele trei „părți” ale lumii, deși în limbile originale nu era folosit un cuvânt cu exact aceeași semnificație ca continent.
În timp ce termenul de continent era folosit pe de o parte pentru zone relativ mici de uscat continuu, pe de altă parte, geografii au ridicat din nou întrebarea lui Herodot despre de ce o singură masă mare de uscat ar trebui împărțită în continente separate. La mijlocul secolului al XVII-lea, Peter Heylin a scris în Cosmographie că „Un continent este o cantitate mare de pământ, ne-separat de nici o mare de restul lumii, cum este întregul continent al Europei, Asiei, Africii.” În 1727, Ephraim Chambers a scris în Cyclopædia: „Lumea este împărțită în mod obișnuit în două mari continente: Lumea Veche și Lumea Nouă.” Și în atlasul său din 1752, Emanuel Bowen a definit un continent ca „o întindere mare de uscat care cuprinde mai multe țări, toate unite, fără nicio separare prin apă. Astfel, Europa, Asia și Africa sunt un singur mare continent, așa cum America este altul.” Cu toate acestea, vechea idee a Europei, Asiei și Africii ca „părți” ale lumii a persistat în cele din urmă, acestea fiind considerate continente separate.

## Definiții și aplicare
Prin convenție, continentele „sunt înțelese ca fiind mase mari, continue și discrete de uscat, ideal separate prin întinderi de apă”. După această definiție, toate continentele trebuie să fie o insulă după anumite criterii. În schemele moderne cu cinci sau mai multe continente recunoscute, cel puțin o pereche de continente este conectată prin uscat într-un fel sau altul. Criteriul „mare” duce la o clasificare arbitrară: Groenlanda, cu o suprafață de 2.166.086 kilometri pătrați (836.330 mi2), este considerată doar cea mai mare insulă din lume, în timp ce Australia, cu 7.617.930 kilometri pătrați (2.941.300 mi2), este considerată cel mai mic continent.
Principalele mase de uscat ale Pământului au toate coastale la un singur Ocean Mondial continuu, care este împărțit în mai multe componente oceanice principale de către continente și diverse criterii geografice.
Definiția geologică a unui continent are patru criterii: altitudine ridicată în raport cu fundul oceanului; o varietate largă de roci ignee, metamorfice și sedimentare bogate în siliciu; o crustă mai groasă decât crusta oceanică din jur; și limite bine definite în jurul unei suprafețe suficient de mari.

### Extindere
Cea mai restrictivă semnificație a termenului continent este cea a unei suprafețe continue de uscat sau un continent principal, cu linia coastelor și orice granițe terestre formând marginea continentului. În acest sens, termenul Europa continentală (uneori menționat în Marea Britanie ca „Continentul”) este folosit pentru a se referi la Europa continentală, excluzând insule precum Marea Britanie, Islanda, Irlanda și Malta, în timp ce termenul continentul Australiei se poate referi la Australia continentală, excluzând Noua Guinee, Tasmania și alte insule din apropiere. În mod similar, termenul Statele Unite Continentale se referă la „cele 49 de state (inclusiv Alaska, dar excluzând Hawaii) situate pe continentul Americii de Nord și Districtul Columbia”.
Din perspectiva geologiei sau geografiei fizice, termenul continent poate fi extins dincolo de limitele uscatului continuu pentru a include zonele adiacente, puțin adâncite (platforma continentală) și insulele de pe platformă (insule continentale), deoarece acestea fac parte structural din continent.
Din această perspectivă, marginea platformei continentale este adevărata margine a continentului, deoarece liniile de coastă variază odată cu modificările nivelului mării. În acest sens, insulele Marii Britanii și Irlandei fac parte din Europa, în timp ce Australia și insula Noii Guinee formează împreună un continent. Dacă este dusă la extrem, această perspectivă ar putea susține ideea că există doar trei continente: Antarctica, Australia-Noua Guinee și un singur mega-continent care unește Afro-Eurasia și America prin platforma continentală contiguă din și din jurul Mării Bering. Mărimea vastă a acestuia din urmă în comparație cu primele două ar putea duce chiar la afirmația că este singurul continent, celelalte fiind mai comparabile cu Groenlanda sau Noua Zeelandă.

Harta statelor insulare care prezintă state suverane și un stat de facto (Taiwan) (tw). Cele cu granițe terestre sunt colorate în verde, iar cele fără sunt colorate în albastru. Împreună cu teritoriile insulare dependente sau disputate, care nu apar pe hartă, aceste state sunt adesea grupate geografic cu o masă de uscat continentală vecină.

Ca o construcție socială, conceptul de continent poate depăși platforma continentală pentru a include insule oceanice și fragmente continentale. În acest fel, Islanda este considerată parte a Europei, iar Madagascar parte a Africii. Extrapolând conceptul la extrem, unii geografi grupează masa de uscat continentală australiană cu alte insule din Oceanul Pacific în Oceania, care este de obicei considerată o regiune și nu un continent. Aceasta împarte întreaga suprafață de uscat a Pământului în continente, regiuni sau cvasi-continente.

### Separare
Criteriul conform căruia fiecare continent este o masă de uscat distinctă este de obicei relaxat din cauza convențiilor istorice și a utilizării practice. Dintre cele șapte continente recunoscute global, doar Antarctica și Australia sunt complet separate de alte continente de ocean. Mai multe continente sunt definite nu ca fiind corpuri absolut distincte, ci ca „mase de uscat mai mult sau mai puțin discrete”. Africa și Asia sunt unite prin Istmul Suez, iar America de Nord și America de Sud prin Istmul Panama. În ambele cazuri, nu există o separare completă a acestor mase de uscat prin apă (fără a lua în considerare Canalul Suez și Canalul Panama, care sunt ambele înguste și puțin adânci, precum și create de om). Ambele istmuri sunt foarte înguste în comparație cu masele de uscat pe care le unesc.
America de Nord și America de Sud sunt tratate ca continente separate în modelul cu șapte continente. Cu toate acestea, ele pot fi, de asemenea, considerate un singur continent cunoscut sub numele de America. Această perspectivă a fost comună în Statele Unite până la Al Doilea Război Mondial și rămâne prevalentă în unele modele asiatice cu șase continente. Modelul unui singur continent american rămâne o viziune comună în țări europene precum Franța, Grecia, Ungaria, Italia, Malta, Portugalia, Spania, în țări din America Latină și în unele țări asiatice.
Criteriul unei mase de uscat discrete este complet ignorat dacă masa de uscat continuă a Eurasiei este clasificată ca două continente separate (Asia și Europa). Din punct de vedere fiziografic, Europa și subcontinentul indian sunt mari peninsule ale masei de uscat eurasiatice. Cu toate acestea, Europa este considerată un continent datorită suprafeței sale comparativ mari de 10.180.000 kilometri pătrați (3.930.000 mi2), în timp ce subcontinentul indian, cu mai puțin de jumătate din această suprafață, este considerat un subcontinent. Viziunea alternativă — în geologie și geografie — conform căreia Eurasia este un singur continent duce la o viziune a lumii cu șase continente. Unii consideră separarea Eurasiei în Asia și Europa ca un reziduu al eurocentrismului: „Din punct de vedere fizic, cultural și istoric, China și India sunt comparabile cu întreaga masă de uscat europeană, nu cu o singură țară europeană. [...].” Cu toate acestea, din motive istorice și culturale, viziunea Europei ca un continent separat continuă în aproape toate clasificările.
Dacă continentele sunt definite strict ca mase de uscat discrete, incluzând toate teritoriile contigue ale unui corp, atunci Africa, Asia și Europa formează un singur continent care poate fi denumit Afro-Eurasia. Combinată cu consolidarea Americilor, aceasta ar produce un model cu patru continente, format din Afro-Eurasia, America, Antarctica și Australia.
Când nivelul mării era mai scăzut în timpul epocii glaciare din Pleistocen, suprafețe mai mari ale platformei continentale erau expuse ca uscat, formând poduri terestre între Tasmania și Australia continentală. În acele perioade, Australia și Noua Guinee erau un singur continent continuu cunoscut sub numele de Sahul. De asemenea, Afro-Eurasia și Americile erau unite prin Podul Terestru Bering. Alte insule, cum ar fi Marea Britanie, erau unite de continentele principale. În acea perioadă, existau doar trei mase de uscat discrete în lume: Africa-Eurasia-America, Antarctica și Australia-Noua Guinee (Sahul).

### Număr
Există mai multe moduri de a distinge continentele:
- Modelul cu șapte continente este predat în majoritatea țărilor vorbitoare de limba engleză, inclusiv în Australia,[23] Canada, Regatul Unit,[24] și Statele Unite, precum și în Bangladesh, China, India, Indonezia, Pakistan, Filipine, Sri Lanka, Surinam, părți din Europa și Africa.
- Modelul cu șase continente (Eurasia combinată) este folosit în principal în Rusia și în unele părți ale Europei de Est.[25][26]
- Modelul cu șase continente (America combinată) este predat în Grecia și în multe țări vorbitoare de limbi romanice în America Latină. Manualul oficial mai vechi de Geografie pentru clasa a 6-a al Institutului Pedagogic Grec, modelul cu 5+1 continente (America combinată); Pankosmios Enyklopaidikos Atlas, CIL Hellas Publications, modelul cu 5+1 continente (America combinată); Neos Eikonographemenos Geographikos Atlas, Siola-Alexiou, modelul cu 6 continente (America combinată); Lexico tes Hellenikes Glossas, Papyros Publications.

| Continentele lumii | Continentele lumii | Continentele lumii | Continentele lumii | Continentele lumii | Continentele lumii | Continentele lumii | Continentele lumii |
| ------------------ | ------------------ | ------------------ | ------------------ | ------------------ | ------------------ | ------------------ | ------------------ |
|                    |                    |                    |                    |                    |                    |                    |                    |
| 4 continente       | America            | America            | Afro-Eurasia       | Afro-Eurasia       | Afro-Eurasia       | Australia          | Antarctida         |
| 5 continente       | America            | America            | Eurasia            | Eurasia            | Africa             | Australia          | Antarctida         |
| 5 continente       | America            | America            | Asia               | Europa             | Africa             | Australia          |                    |
| 6 continente       | America            | America            | Asia               | Europa             | Africa             | Australia          | Antarctida         |
| 7 continente       | America de Nord    | America de Sud     | Asia               | Europa             | Africa             | Australia          | Antarctida         |
| *                  | Lumea Nouă         | Lumea Nouă         | Lumea Veche        | Lumea Veche        | Lumea Veche        |                    |                    |

### Comparații între continente

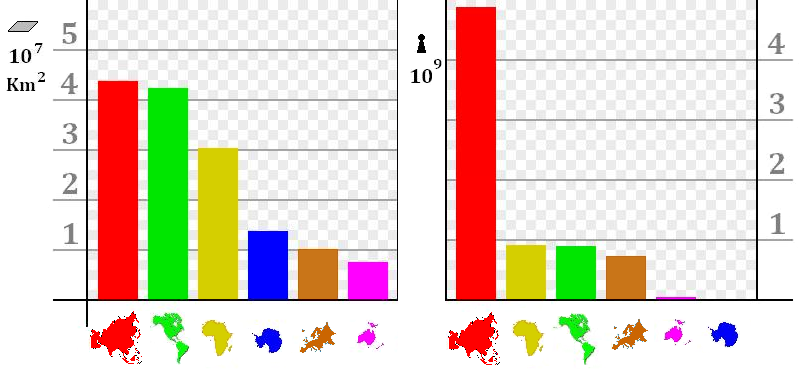
Comparații între continente.

Asia deține cea mai mare întindere de uscat, iar Oceania cea mai mică. În Africa este cel mai cald, pe când în Antarctida este cel mai rece. Cea mai lungă coastă este cea a Asiei, iar cea mai scurtă cea a Africii. Cel mai populat continent este Asia, pe când cel mai puțin populat (excluzând Antarctida) este Australia. Cele mai multe state le are Africa (53). Cel mai nordic punct de uscat este Insula Oodaq, în largul ținutului numit „North Peary Land” din Groenlanda. Cea mai veche rocă descoperită până acum este zirconul din Australia de Vest, 4,4 miliarde de ani (pentru comparație, Pământul are cca 4,57 miliarde de ani).

### Masa continentală
Vechile scuturi precambriene apar în mijlocul continentelor. Scutul este, de obicei, acoperit de roci sedimentare mai tinere, dar uneori poate fi și expus. Lanțurile muntoase de la marginile continentelor se formează prin ciocnirea plăcilor continentale cu cele oceanice. Munții cutați din centrul continentelor marchează locul unde s-au ciocnit 2 plăci continentale și s-au sudat.

#### Al optulea continent
Zealandia (un continent scufundat) a fost numit al „optulea continent”.

## Etimologia numelor

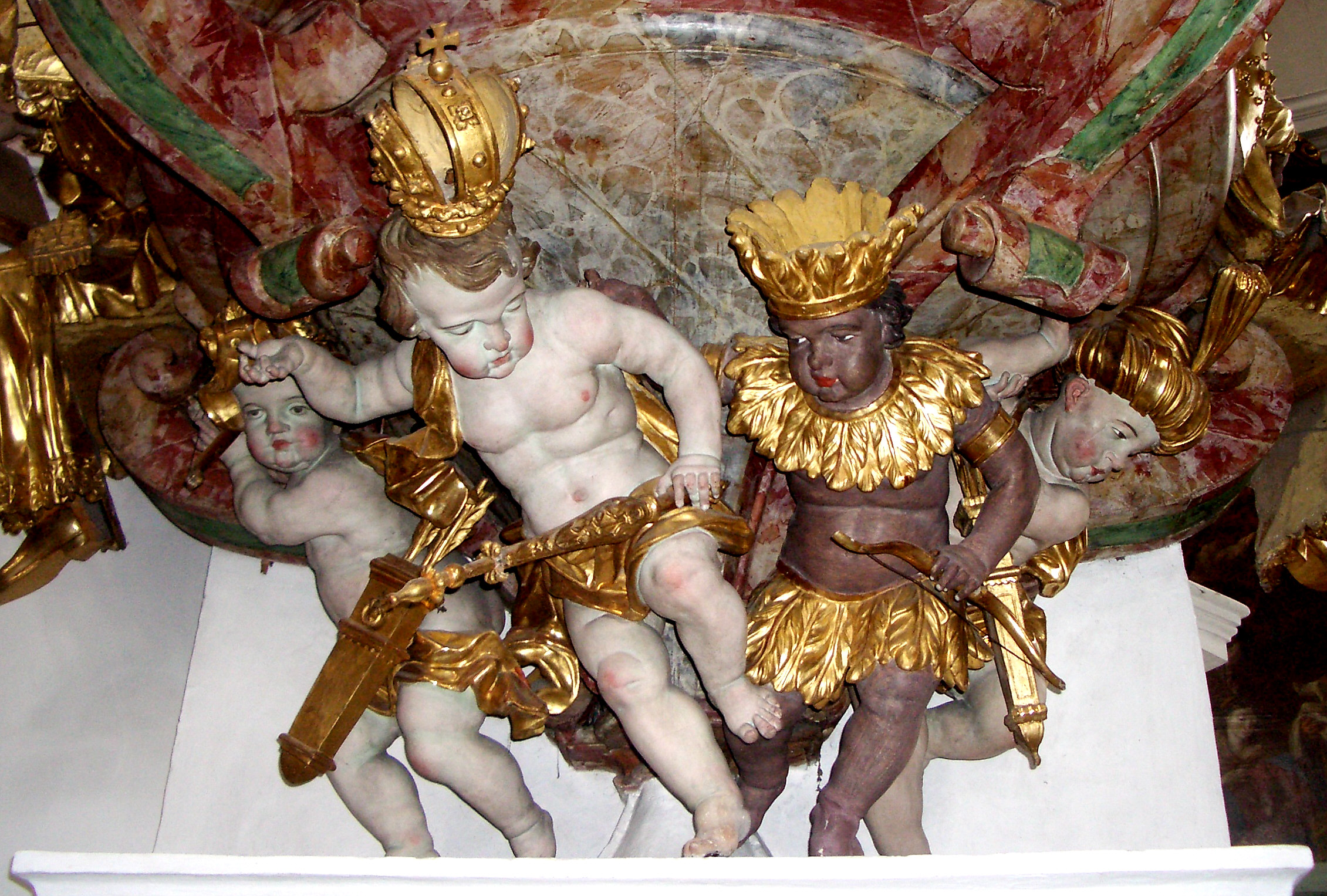
Personificări ale celor patru continente cunoscute în epoca barocului – America, Europa, Africa și Asia

Fontaine des Quatre-Parties-du-Monde, Paris, gravură din anul 1897: Patru figuri feminine nude simbolizează continentele.

Numele continentelor sunt, în forma lor originală latină, de gen feminin și se termină uniform în „-a”.
- Africa se referea în perioada Antichității doar la actuala Tunisia, care a fost numită astfel de către romani după tribul Afri din jurul orașului Cartagina.

- America (în latină America) a fost denumită la propunerea lui Martin Waldseemüller, după Amerigo Vespucci, care a explorat coasta de est a Americii de Sud la scurt timp după Cristofor Columb. La acea vreme, nu era încă evident că este vorba de două mase de uscat distincte.

- Antarctica (în latină Antarctica) își datorează numele poziției sale opuse față de Arctica, derivând din grecescul ἀνταρκτικός (antarktikos, „opus Arcticii”). Cuvântul ἀρκτίς (arktis) provine din grecescul ἀρκτός (arktos), care înseamnă „urs”, făcând referire la Ursa Mare.

- Asia (în latină Asia) provine din limba akkadiană, din cuvântul Assu, care înseamnă „răsărit” sau „est”. Numele Asia apare și în mitologia greacă, unde este una dintre Oceania și mama lui Prometeu, Atlas și Epimeteu. Romanii foloseau numele Asia pentru o provincie situată în vestul Turciei de astăzi.

- Australia (în latină Australia) provine din expresia latină Terra Australis, care înseamnă „pământul sudic”.

- Europa își poate avea originea în cuvântul grecesc Erebos, care înseamnă „întuneric”, fiind astfel o referire metaforică la Occident. Această etimologie este, însă, contestată. Numele Europa apare și într-un mit grecesc, unde prințesa Europa este răpită din Fenicia de Zeus, care ia forma unui taur, și dusă în Creta (vezi Leagănul Europei).

## Particularități
- Turcia, Rusia și Kazahstan se află atât pe continentul european, cât și pe cel asiatic.
- Istanbul este situat pe două continente – Europa și Asia –, de o parte și de alta a Bosforului. De asemenea, în Rusia și Kazahstan există orașe situate pe ambele maluri ale râului Ural, printre care Oral, Magnitogorsk și Orenburg. În Egipt, unele orașe sunt situate pe ambele maluri ale Canalului Suez, care separă Africa de Asia, printre care El Qantara, cu un cartier pe partea asiatică și unul pe partea africană, precum și Port Said, care are un cartier african (Port Said) și unul asiatic (Port Fuad).
- Spania și Franța au teritorii situate în afara Europei; Spania deține teritorii, printre altele, în și în largul coastei Africii (vezi situația actuală), în timp ce Franța are posesiuni în America de Sud, precum și pe insule din Oceania, Africa, America de Nord și Antarctica.
- Deși aparține politic de Portugalia, Madeira este situată în Africa. De asemenea, cele mai vestice insule ale Azorelor, Corvo și Flores, fac parte din placa continentală americană.
- Regatul Țărilor de Jos are teritorii atât în Europa, cât și în America de Nord (Caraibe).
- Insula Groenlanda, care aparține Danemarcei, este situată pe continentul nord-american.
- Teritoriile de peste mări ale Regatului Unit sunt răspândite pe mai multe continente, la fel ca și cele ale Statelor Unite.
- Peninsula Sinai, care aparține Egiptului, este considerată parte a Asiei.
- Frontiera dintre Asia și Australia trece prin Indonezia.
- Islanda este situată, din punct de vedere geologic, pe granița dintre America de Nord și Eurasia, dar este considerată geografic parte a Europei.
- Cipru este situat geografic în Asia, dar din punct de vedere politic aparține Europei.
- Țările situate pe Placa Arabiei sunt considerate parte a Asiei, deși această placă tectonică este geologic parte a Africii.

În timpul ultimei glaciațiuni, America de Nord și America de Sud erau conectate cu Eurasia (Europa și Asia) prin podul Bering, iar Africa era legată de celelalte continente prin Peninsula Sinai. Astfel, în acea perioadă exista o masă continentală continuă, permițând migrarea și deplasarea animalelor terestre pe cinci continente: Africa, Europa, Asia, America de Nord și America de Sud.

## Suprafață și populație
Următorul tabel oferă suprafețele oferite de Encyclopædia Britannica pentru fiecare continent în conformitate cu modelul celor șapte continente, incluzând Australasia împreună cu Melanezia, Micronezia și Polinezia ca părți ale Oceaniei. De asemenea, oferă populațiile continentelor conform estimărilor  ale Divizia de Statistică a ONU bazate pe schema geografică ONU, care include toată Egiptul (inclusiv Istmul Suez și Peninsula Sinai) ca parte a Africii, toată Armenia, Azerbaidjan, Cipru, Georgia, Indonezia, Kazahstan și Turcia (inclusiv Tracia Orientală) ca părți ale Asiei, toată Rusia (inclusiv Siberia) ca parte a Europei, toată Panama și Statele Unite (inclusiv Hawaii) ca părți ale Americii de Nord și toată Chile (inclusiv Insula Paștelui) ca parte a Americii de Sud.
| Continent       | Suprafața de uscat | Suprafața de uscat | Suprafața de uscat | Populație            | Populație |
| Continent       | Km2                | Mi2                | % dinlume          | Anul 2021 (estimare) | % dinlume |
| --------------- | ------------------ | ------------------ | ------------------ | -------------------- | --------- |
| Pămant          | 149,733,926        | 57,812,592         | 100.0              | 7,909,295,151        | 100       |
| Asia            | 44,614,000         | 17,226,000         | 29.8               | 4,694,576,167        | 59.4      |
| Africa          | 30,365,000         | 11,724,000         | 20.3               | 1,393,676,444        | 17.6      |
| America de Nord | 24,230,000         | 9,360,000          | 16.2               | 595,783,465          | 7.5       |
| America de Sud  | 17,814,000         | 6,878,000          | 11.9               | 434,254,119          | 5.5       |
| Antarctida      | 14,200,000         | 5,500,000          | 9.5                | 0                    | 0         |
| Europa          | 10,000,000         | 3,900,000          | 6.7                | 745,173,774          | 9.4       |
| Oceania         | 8,510,926          | 3,286,087          | 5.7                | 44,491,724           | 0.6       |

## Alte diviziuni

### Supercontinente

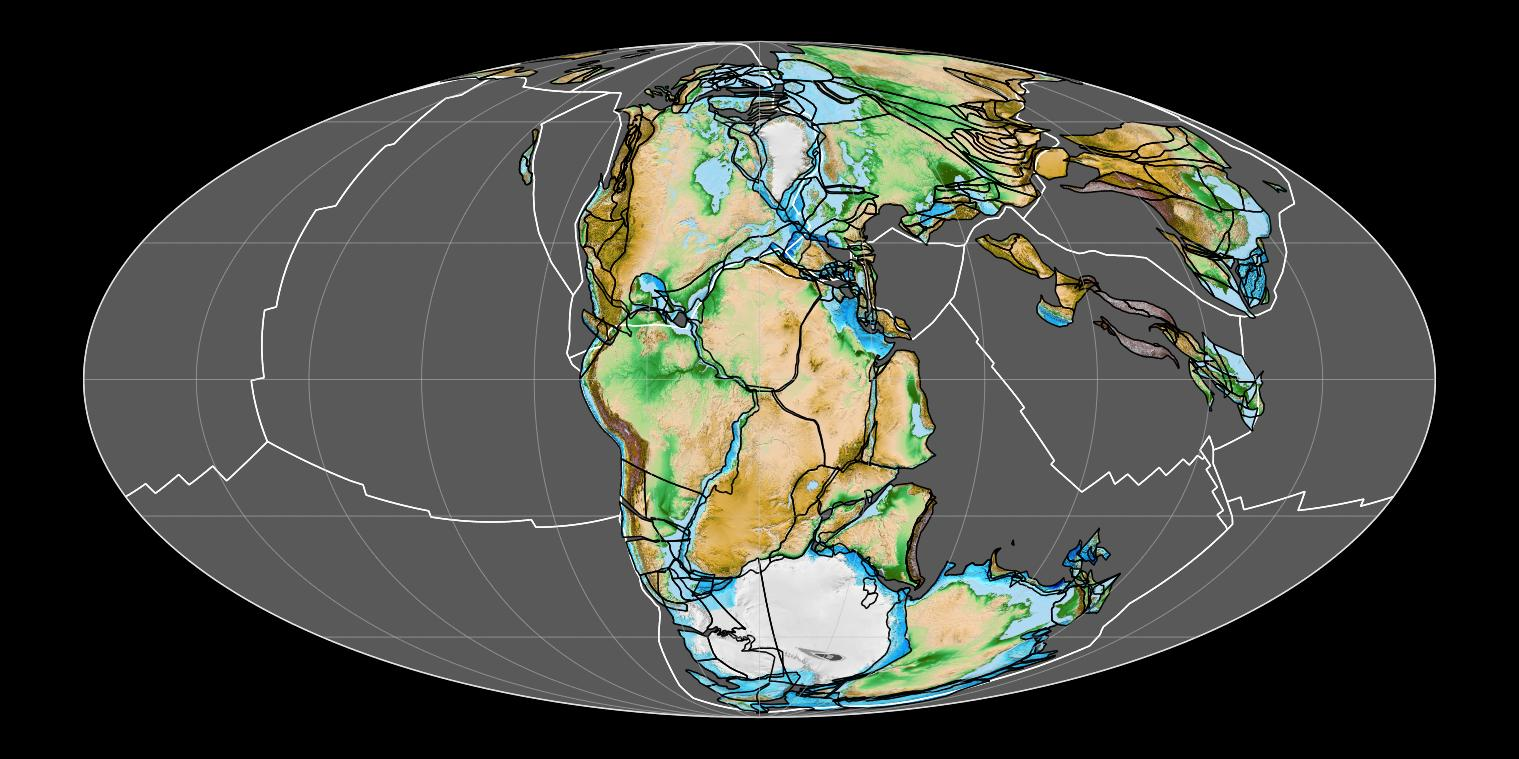
Reconstrucția supercontinentului Pangaea acum aproximativ 200 de milioane de ani

Pe lângă continentele actuale, domeniul și semnificația termenului continent includ și cele geologice din trecut. Supercontinentele, în mare măsură dovedite mai devreme în înregistrarea geologică, sunt mase de uscat care cuprind majoritatea cratonilor sau nucleelor continentale ale lumii. Acestea au inclus Vaalbara, Kenorland, Columbia, Rodinia, Pannotia și Pangaea. De-a lungul timpului, aceste supercontinente s-au fragmentat în mase mari de uscat care au format continentele actuale.

### Subcontinente

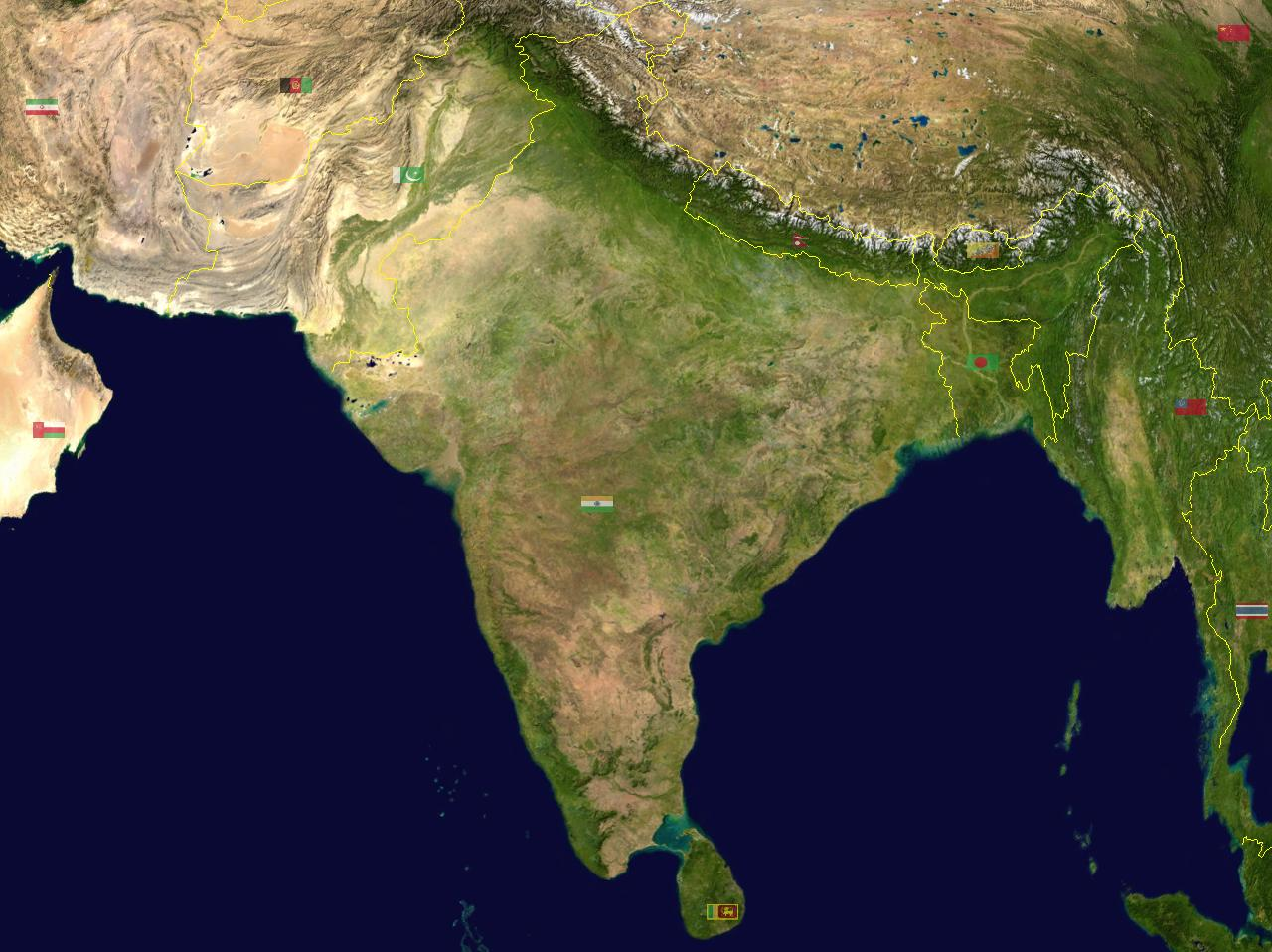
Subcontinentul Indian

Anumite părți ale continentelor sunt recunoscute ca subcontinente, în special marile peninsule separate de masa continentală principală prin caracteristici geografice. Cel mai larg recunoscut exemplu este Subcontinentul Indian. Peninsula Arabică, Africa de Sud, Conul Sudic al Americii de Sud și Alaska în America de Nord ar putea fi considerate alte exemple.
În multe dintre aceste cazuri, „subcontinentele” în cauză se află pe diferite plăci tectonice față de restul continentului, oferind o justificare geologică pentru terminologie. Groenlanda, considerată în general cea mai mare insulă din lume pe periferia nord-estică a Plăcii Nord-Americane, este uneori denumită subcontinent. Aceasta reprezintă o deviere semnificativă de la viziunea mai convențională a unui subcontinent ca fiind o mare peninsulă la marginea unui continent.
În cazul în care Americile sunt considerate un singur continent (America), acesta este împărțit în două subcontinente (America de Nord și America de Sud) sau trei (America Centrală fiind al treilea). Când Eurasia este considerată un singur continent, Asia și Europa sunt tratate ca subcontinente.

### Continente scufundate

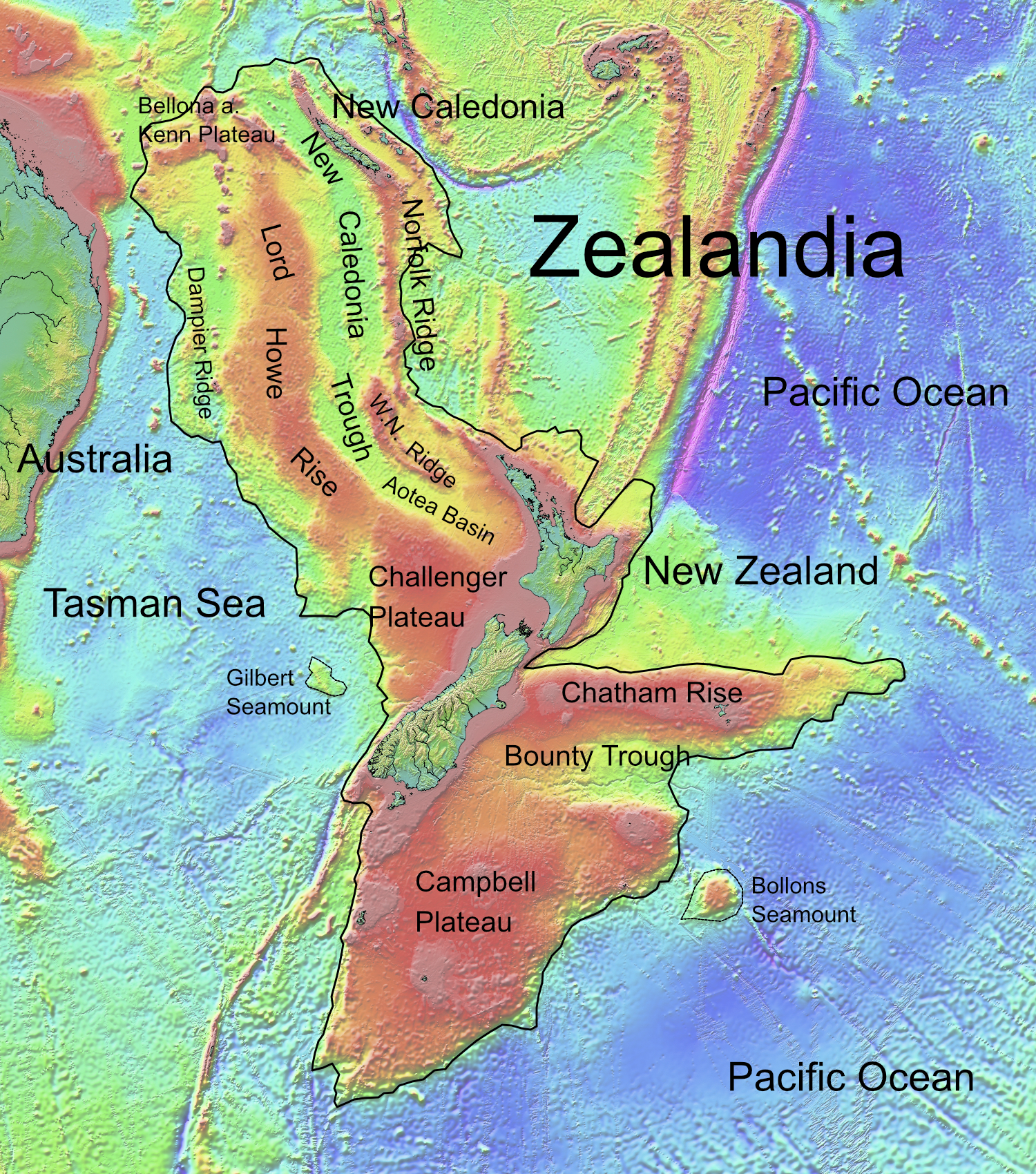
Zealandia, cea mai mare masă de uscat sau continent scufundat

Unele zone ale crustei continentale sunt în mare măsură acoperite de ocean și pot fi considerate continente scufundate. Exemple notabile sunt Zealandia, care iese la suprafață oceanului în principal în Noua Zeelandă și Noua Caledonie, și Podul Kerguelen, aproape complet scufundat, situat în sudul Oceanului Indian.

### Microcontinente
Unele insule se află pe secțiuni de crustă continentală care s-au despărțit și au derivat departe de o masă continentală principală. Deși nu sunt considerate continente din cauza dimensiunii lor relativ mici, ele pot fi considerate microcontinente. Madagascar, cel mai mare exemplu, este de obicei considerat o insulă a Africii, dar evoluția sa divergentă a făcut ca uneori să fie denumit „al optulea continent” dintr-o perspectivă biologică.

### Continente geologice
Geologii folosesc patru atribute cheie pentru a defini un continent:
1. Altitudine – Masa de uscat, fie uscată, fie scufundată sub ocean, ar trebui să fie ridicată deasupra crustei oceanice din jur.  
2. Geologie – Masa de uscat ar trebui să conțină diferite tipuri de roci: igne, metamorfice și sedimentare.  
3. Structura crustală – Masa de uscat ar trebui să fie formată din crustă continentală, care este mai groasă și are o viteză seismică mai mică decât crusta oceanică. 
4. Limite și suprafață – Masa de uscat ar trebui să aibă limite clar definite și o suprafață de peste un milion de kilometri pătrați.
Odată cu adăugarea Zealandiei în 2017, Pământul are în prezent șapte continente geologice recunoscute:
- Africa
- Antarctica
- Australia
- Eurasia
- America de Nord
- America de Sud
- Zealandia[46]

Datorită unei aparente lipsă de roci cratonice precambriene, statutul Zealandiei ca continent geologic a fost contestat de unii geologi. Cu toate acestea, un studiu realizat în 2021 a descoperit că o parte a continentului scufundat este într-adevăr Precambrian, de două ori mai veche decât credeau anterior geologii, ceea ce constituie o dovadă suplimentară care susține ideea că Zealandia este un continent geologic.
Toate cele șapte continente geologice sunt izolate spațial prin caracteristici geologice.

## Istoria conceptului

### Conceptele timpurii ale continentelor Lumii Vechi

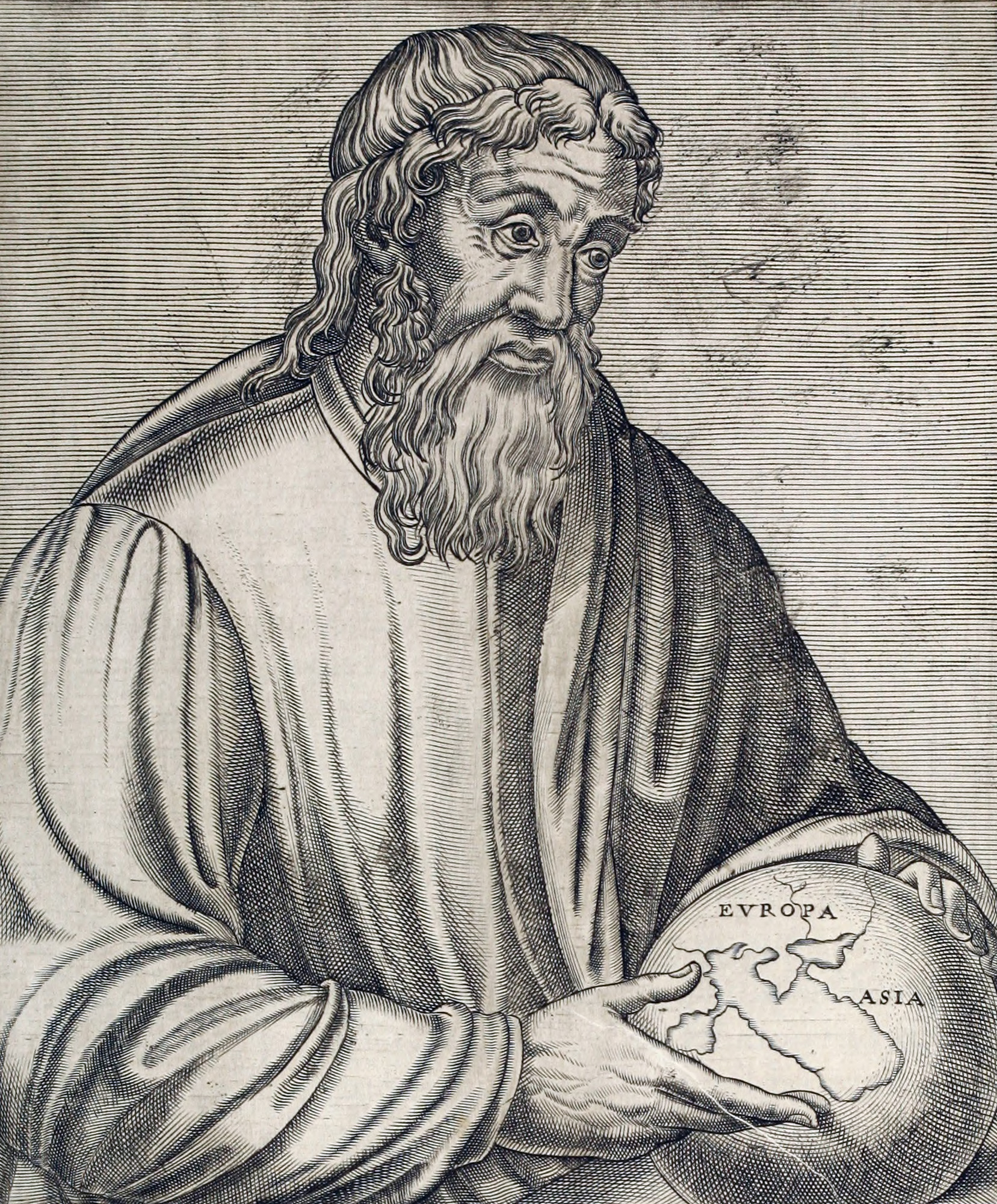
Geograful grec antic Strabo ținând un glob care arată Europa și Asia

Termenul „continent” traduce cuvântul grecesc ἤπειρος, însemnând „masă de uscat, terra firma”, numele propriu al Epirului și mai târziu folosit în special pentru Asia (adică Asia Mică).
Prima distincție între continente a fost făcută de marinarii greci antici, care au dat numele Europa și Asia terenurilor de pe ambele părți ale căilor navigabile ale Mării Egee, strâmtorii Dardanele, Marea Marmara, strâmtoarea Bosfor și Marea Neagră. Numele au fost aplicate inițial doar terenurilor de lângă coastă și abia mai târziu extinse pentru a include și zonele din interior. Dar diviziunea a fost făcută doar până la capătul căilor navigabile și „... dincolo de acel punct, geografii eleni nu au reușit niciodată să identifice vreo caracteristică fizică din peisajul interior care să ofere o linie convingătoare pentru împărțirea unei Eurasii indivizibile ...”.

Gânditorii greci antici au dezbătut ulterior dacă Africa (numită atunci Libia) ar trebui considerată parte a Asiei sau o a treia parte a lumii. Împărțirea în trei părți a ajuns în cele din urmă să predomine. Din perspectiva grecilor, Marea Egee era centrul lumii; Asia se afla la est, Europa la nord și vest, iar Africa la sud. Granițele dintre continente nu erau fixe. La început, granița dintre Europa și Asia era considerată a fi de la Marea Neagră de-a lungul râului Rioni (cunoscut atunci sub numele de Phasis) din Georgia. Mai târziu, era considerată a fi de la Marea Neagră prin Strâmtoarea Kerci, Marea Azov și de-a lungul râului Don (cunoscut atunci sub numele de Tanais) din Rusia. Granița dintre Asia și Africa era considerată în general a fi râul Nil. Herodot în secolul al V-lea î.Hr. s-a opus împărțirii întregului Egipt între Asia și Africa („Libia”) și a considerat granița de-a lungul frontierei vestice a Egiptului, considerând Egiptul parte a Asiei. El a pus, de asemenea, la îndoială împărțirea în trei părți a ceea ce este de fapt o singură masă de uscat, o dezbatere care continuă aproape două milenii și jumătate mai târziu. Herodot credea că Europa este mai mare (cel puțin în lățime) decât celelalte două continente:
Mă mir, așadar, la cei care au trasat hărți și au împărțit lumea în Libia, Asia și Europa; căci diferența dintre ele este mare, având în vedere că, în lungime, Europa se întinde de-a lungul ambelor împreună și mi se pare că este mai largă dincolo de orice comparație.
Eratostene, în secolul al III-lea î.Hr., a observat că unii geografi împărțeau continentele după râuri (Nil și Don), considerându-le astfel „insule”. Alții împărțeau continentele după istmuri, numindu-le „peninsule”. Acești geografi din urmă au stabilit granița dintre Europa și Asia la isthmul dintre Marea Neagră și Marea Caspică, iar granița dintre Asia și Africa la isthmul dintre Marea Roșie și gura Lacul Bardawil de pe Marea Mediterană.

Autorul roman Plinius cel Bătrân, scriind în secolul I d.Hr., a afirmat că „Întregul glob este împărțit în trei părți, Europa, Asia și Africa”, adăugând:
Voi vorbi mai întâi despre Europa, mama adoptivă a poporului care a cucerit toate celelalte națiuni și care este, de departe, cea mai frumoasă parte a pământului. Într-adevăr, mulți oameni au considerat, nu fără motiv, că aceasta nu este doar o a treia parte a pământului, ci egală cu toate celelalte, privind întregul nostru glob ca fiind împărțit în doar două părți, printr-o linie trasată de la râul Tanais până la Strâmtoarea Gades.

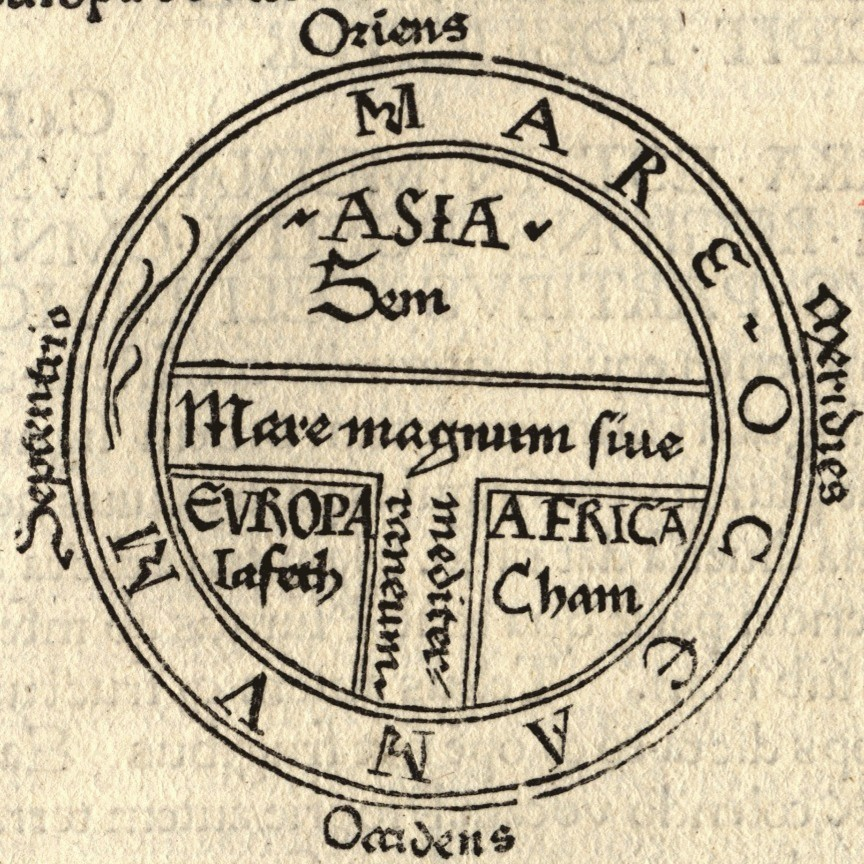
Harta medievală T și O care arată cele trei continente ca domenii ale fiilor lui Noe—Asia lui Sem (Sem), Europa lui Iafet (Iafet), și Africa lui Ham (Ham).

După căderea Imperiului Roman de Apus, cultura care s-a dezvoltat în locul său, legată de latină și de Biserica Catolică, a început să se asocieze cu conceptul de Europa. De-a lungul perioadei romane și a Evului Mediu, câțiva scriitori au considerat Istmul Suezului ca granița dintre Asia și Africa, dar majoritatea scriitorilor au continuat să o considere Nilul sau granița vestică a Egiptului (Gibbon). În Evul Mediu, lumea era de obicei reprezentată pe hărți T și O, cu T reprezentând apele care împart cele trei continente. 

### Sosirea europenilor în Americi
Cristofor Columb a navigat peste Oceanul Atlantic către Caraibe în 1492, declanșând o perioadă de explorare europeană a Americilor. Dar, în ciuda a patru călătorii în Americi, Columb nu a crezut niciodată că a ajuns pe un continent nou—el a crezut întotdeauna că este parte a Asiei.
În 1501, Amerigo Vespucci și Gonçalo Coelho au încercat să navigheze în jurul a ceea ce considerau capătul sudic al continentului asiatic, pătrunzând în Oceanul Indian, trecând prin Fernando de Noronha. După ce au ajuns pe coasta Braziliei, au navigat de-a lungul coastei Americii de Sud mult mai la sud decât se știa că se întinde Asia, confirmând că aceasta era o masă de uscat de proporții continentale. La întoarcerea în Europa, un relatat al călătoriei, numit Mundus Novus („Lumea Nouă”), a fost publicat sub numele lui Vespucci în 1502 sau 1503, deși se pare că a avut adăugiri sau modificări făcute de un alt scriitor. Indiferent de cine a scris cuvintele, Mundus Novus l-a creditat pe Vespucci cu afirmația: „Am descoperit un continent în acele regiuni sudice care este locuit de mai mulți oameni și animale decât Europa noastră, Asia sau Africa”, prima identificare explicită cunoscută a unei părți a Americilor ca un continent asemănător celorlalte trei.
În câțiva ani, numele „Lumea Nouă” a început să apară ca denumire pentru America de Sud pe hărțile lumii, cum ar fi harta Oliveriana (Pesaro) din aproximativ 1504–1505. Hărțile din acea vreme arătau însă încă America de Nord conectată la Asia și o arătau pe America de Sud ca o masă de uscat separată.

Universalis Cosmographia, harta lumii a lui Waldseemüller din 1507—prima care arată Americile separate de Asia

În 1507, Martin Waldseemüller a publicat o hartă a lumii, Universalis Cosmographia, care a fost prima care a arătat America de Nord și America de Sud ca fiind separate de Asia și înconjurate de apă. O mică hartă inserată deasupra hărții principale arăta în mod explicit pentru prima dată Americile aflate la est de Asia și separate de Asia de un ocean, spre deosebire de simpla plasare a Americilor la capătul stâng al hărții și a Asiei la capătul drept. În cartea însoțitoare Cosmographiae Introductio, Waldseemüller a observat că pământul este împărțit în patru părți, Europa, Asia, Africa și a patra parte, pe care a numit-o „America” după prenumele lui Amerigo Vespucci. Pe hartă, cuvântul „America” a fost plasat pe o parte a Americii de Sud.

### Dincolo de patru continente
Textul sanscrit Rig Veda, datat adesea în 1500 î.Hr.  conține cea mai veche mențiune a șapte continente pe Pământ, textul susține că Pământul are șapte continente și Vishnu a măsurat întregul univers cu primul său pas de pe pământul care are 7 continente.

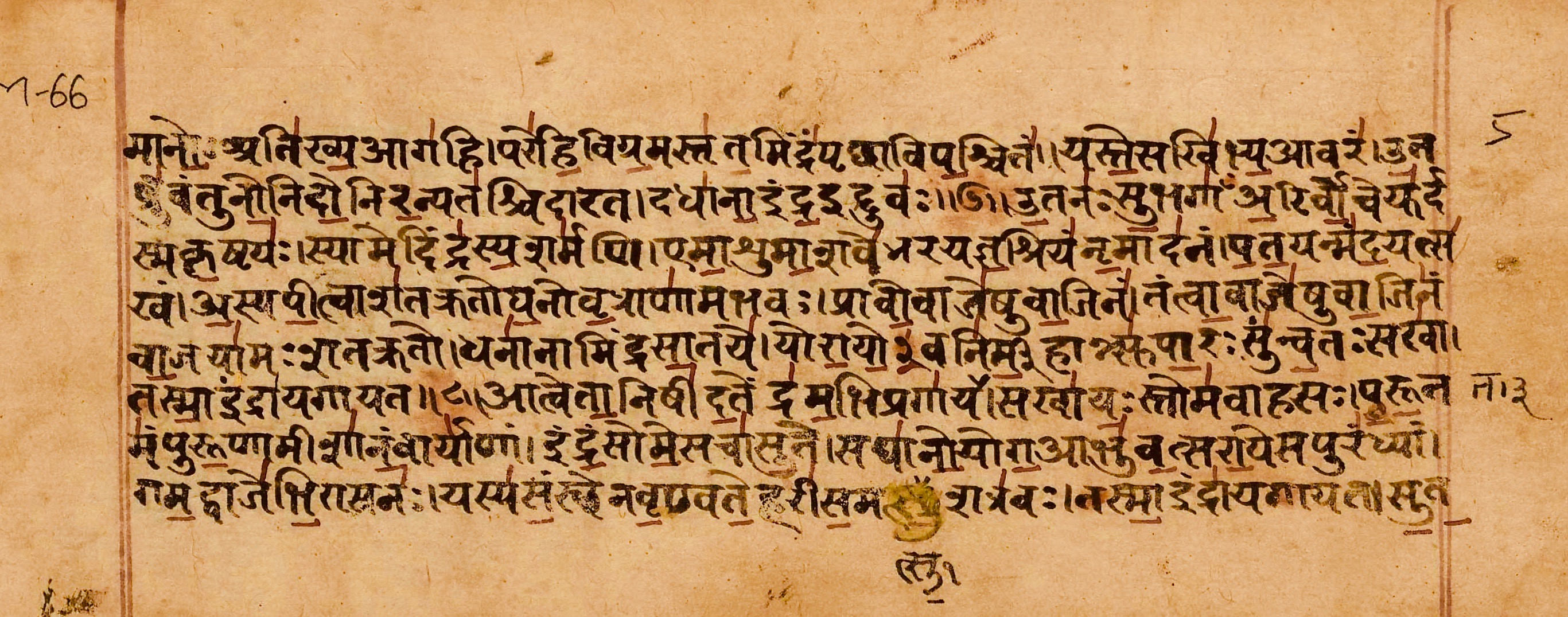
Pagina Rigveda în Sanscrită

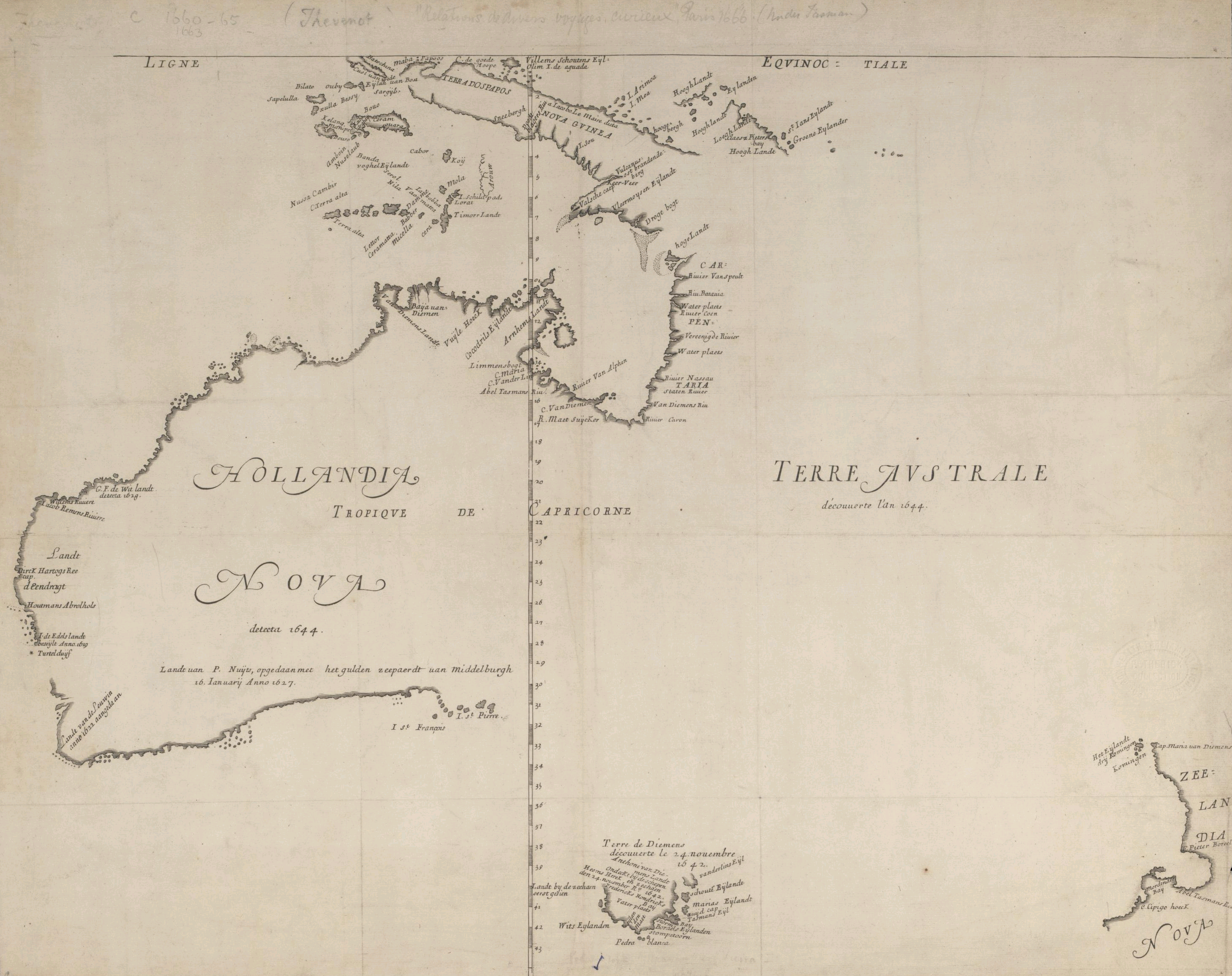
Hollandia Nova, hartă din anul 1659 pregătită de Joan Blaeu bazată pe călătoriile lui Abel Tasman și Willem Jansz, această imagine arată o ediție franceză din anul 1663

Începând cu sfârșitul secolului al XVIII-lea, unii geografi au început să considere America de Nord și America de Sud ca două părți ale lumii, făcând cinci părți în total. Cu toate acestea, împărțirea în patru a predominat până în secolul al XIX-lea.
Europenii au descoperit Australia în 1606, dar pentru un timp a fost considerată parte a Asiei. Până la sfârșitul secolului al XVIII-lea, unii geografi au considerat-o un continent în sine, făcând-o al șaselea (sau al cincilea pentru cei care încă considerau America ca un singur continent). În 1813, Samuel Butler a scris despre Australia ca fiind „Noua Olandă, o insulă imensă, pe care unii geografi o onorează cu apelația de alt continent”, iar Oxford English Dictionary a fost la fel de echivoc câteva decenii mai târziu. Abia în anii 1950 conceptul de Oceania ca „mare diviziune” a lumii a fost înlocuit de conceptul de Australia ca continent.
Antarctica a fost observată în 1820 în timpul Primei expediții rusești antarctice și descrisă ca un continent de Charles Wilkes în timpul Expediției de explorare a Statelor Unite în 1838, ultimul continent identificat, deși o mare masă de uscat „antarctică” (antipodală) fusese anticipată de milenii. Un atlas din 1849 a etichetat Antarctica ca un continent, dar puține atlase au făcut acest lucru până după Al Doilea Război Mondial.
De-a lungul timpului, conceptul occidental de împărțire a lumii în continente s-a răspândit la nivel global, înlocuind concepțiile din alte zone ale lumii. Ideea de continente a continuat să fie încărcată cu semnificații culturale și politice. În secolul al XIX-lea, în timpul perioadei Meiji, liderii japonezi au început să se identifice cu conceptul de a fi asiatici și să reînnoiască relațiile cu alte țări „asiatice”, conceput în același timp ideea de solidaritate asiatică împotriva țărilor occidentale. Această concepție a unei identități asiatice, precum și ideea de solidaritate asiatică, a fost preluată mai târziu de alții din regiune, cum ar fi China Republicană și Vietnam.
Începând cu mijlocul secolului al XIX-lea, atlasele publicate în Statele Unite tratau mai frecvent America de Nord și America de Sud ca continente separate, în timp ce atlasele publicate în Europa le considerau de obicei un singur continent. Cu toate acestea, nu era neobișnuit ca atlasele americane să le trateze ca un singur continent până la cel de-al Doilea Război Mondial. Începând cu anii 1950, majoritatea geografilor americani au împărțit Americile în două continente. Odată cu adăugarea Antarcticii, acest lucru a făcut ca modelul cu șapte continente să fie acceptat. Cu toate acestea, această împărțire a Americilor nu a atras niciodată latin-americanii, care își vedeau regiunea ca întinzându-se pe o América ca o singură masă de uscat, iar acolo concepția de șase continente rămâne dominantă, așa cum este și în alte țări izolate.
Unii geografi consideră Europa și Asia împreună ca un singur continent, numit Eurasia. În acest model, lumea este împărțită în șase continente, cu America de Nord și America de Sud considerate continente separate.

## Geologie
Geologii folosesc termenul „continent” într-un mod diferit față de geografi. În geologie, un continent este definit de crusta continentală, care este o platformă de roci metamorfice și igne, în mare parte de compoziție granitică. Crusta continentală este mai puțin densă și mult mai groasă decât crusta oceanică, ceea ce o face să „plutească” mai sus decât crusta oceanică pe manta densă subiacentă. Acest lucru explică de ce continentele formează platforme înalte înconjurate de bazine oceanice adânci.
Unii geologi limitează termenul „continent” la porțiuni ale crustei construite în jurul unor regiuni stabile numite cratone. Cratonii au fost în mare parte neafectați de evenimentele de formare a munților (orogeneze) din perioada Precambriană. Un craton este format de obicei dintr-un „scut continental” înconjurat de o „platformă continentală”. Scutul este o regiune în care roca de bază cristalină veche (de obicei între 1,5 și 3,8 miliarde de ani) este expusă pe suprafață. Platforma care înconjoară scutul este, de asemenea, compusă din rocă de bază veche, dar cu un strat de roci sedimentare mai tinere. Continentele sunt „plute” crustale de acumulare care, spre deosebire de crusta bazaltică mai densă a bazinelor oceanice, nu sunt supuse distrugerii prin procesul tectonic de subducție. Acest lucru explică vârsta mare a rocilor care compun cratonii continentali.
Marginile continentelor geologice sunt fie active, fie pasive. O margine activă este caracterizată de formarea munților, fie prin coliziune continent-continent, fie printr-o zonă de subducție. Continentele cresc prin acumularea unor lanțuri vulcanice insulare și microcontinente mai ușoare de-a lungul acestor margini active, formând orogene. La o margine pasivă, crusta continentală este întinsă subțire prin extensie pentru a forma o platformă continentală, care se îngustează cu o pantă graduală acoperită de sedimente, conectând-o direct de crusta oceanică din afara ei. Majoritatea marginilor pasive trec în cele din urmă în margini active: atunci când placa oceanică devine prea grea din cauza răcirii, se desprinde de crusta continentală și începe să se subducă sub ea, formând o nouă zonă de subducție.

Șaisprezece plăci tectonice principale ale continentelor și fundului oceanelor

Există multe microcontinente sau fragmente continentale care sunt construite din crustă continentală, dar nu conțin un craton. Unele dintre acestea sunt fragmente ale Gondwanei sau ale altor cratonii antice: Zealandia, care include Noua Zeelandă și Noua Caledonie; Madagascar; platoul Mascarene de nord, care include Seychelles. Alte insule, cum ar fi mai multe din Marea Caraibelor, sunt compuse în mare parte din rocă granitică, dar toate continentele conțin atât crustă granitică, cât și bazaltică, și nu există o limită clară în ceea ce privește care insule ar fi considerate microcontinente în cadrul unei astfel de definiții. Platoul Kerguelen, de exemplu, este în mare parte vulcanic, dar este asociat cu desprinderea Gondwanei și este considerat un microcontinent, în timp ce Islanda vulcanică și Hawaii nu sunt. Insulele Britanice, Sri Lanka, Borneo și Newfoundland se aflau pe marginile continentului Laurasia—separate de masa continentală principală doar de mări interioare care inundau marginile acestuia.
Mișcarea plăcilor a provocat formarea și desprinderea continuă a continentelor și, ocazional, a supercontinentelor, într-un proces numit Ciclul Wilson. Supercontinentul Columbia sau Nuna s-a format în perioada cu 2,0–1,8 miliarde de ani în urmă și s-a desprins acum aproximativ 1,5–1,3 miliarde de ani. Se crede că supercontinentul Rodinia s-a format acum aproximativ 1 miliard de ani și a cuprins majoritatea sau toate continentele Pământului, desprinzându-se în opt continente acum aproximativ 600 de milioane de ani. Cele opt continente s-au reasamblat mai târziu într-un alt supercontinent numit Pangaea; Pangaea s-a desprins în Laurasia (care a devenit America de Nord și Eurasia) și Gondwana (care a devenit celelalte continente).

### Deriva continentală

Deplasarea continentelor în urma fragmentării Pangeei

La începutul secolului al XX-lea, Alfred Wegener a observat că, datorită dispunerii continentelor, coasta de est a Americii de Sud părea să se potrivească exact cu coasta vestică a Africii. Alții remarcaseră acest lucru înaintea sa, dar el a fost primul care, pornind de la această observație, a propus teoria derivei continentale. Conform acesteia, un supercontinent, numit Pangeea, s-ar fi fragmentat la începutul erei secundare, iar de atunci masele continentale rezultate din această fragmentare s-ar deplasa pe suprafața Pământului.
În cursul secolului al XX-lea, geologii au acceptat ideea că continentele se deplasează pe suprafața Pământului, la scară geologică. Acest proces este cunoscut sub numele de „deriva continentelor” și este explicat prin tectonica plăcilor. Suprafața Pământului este formată din șapte plăci tectonice majore (și multe altele de dimensiuni mai mici). Aceste plăci se deplasează, separându-se și reunindu-se în timp pentru a forma continentele pe care le cunoaștem astăzi.
Ca urmare, în trecutul geologic au existat și alte continente, numite paleocontinente. S-a stabilit că de-a lungul istoriei Pământului au existat perioade în care un singur continent acoperea întreaga suprafață terestră. Cel mai recent dintre acestea a fost Pangeea, acum aproximativ 180 de milioane de ani. Se estimează că următorul „supercontinent” va apărea peste circa 250 de milioane de ani, prin unirea Africii, Eurasiei și Americilor, formând ceea ce a fost denumit Pangeea Ultima.